# Psoroma pholidotoides
Psoroma pholidotoides är en lavart som först beskrevs av William Nylander och fick sitt nu gällande namn av Vittore Benedetto Antonio Trevisan de Saint-Léon. 
Psoroma pholidotoides ingår i släktet Psoroma och familjen Pannariaceae.   Inga underarter finns listade i Catalogue of Life.